# Бои тенентистов в Паране

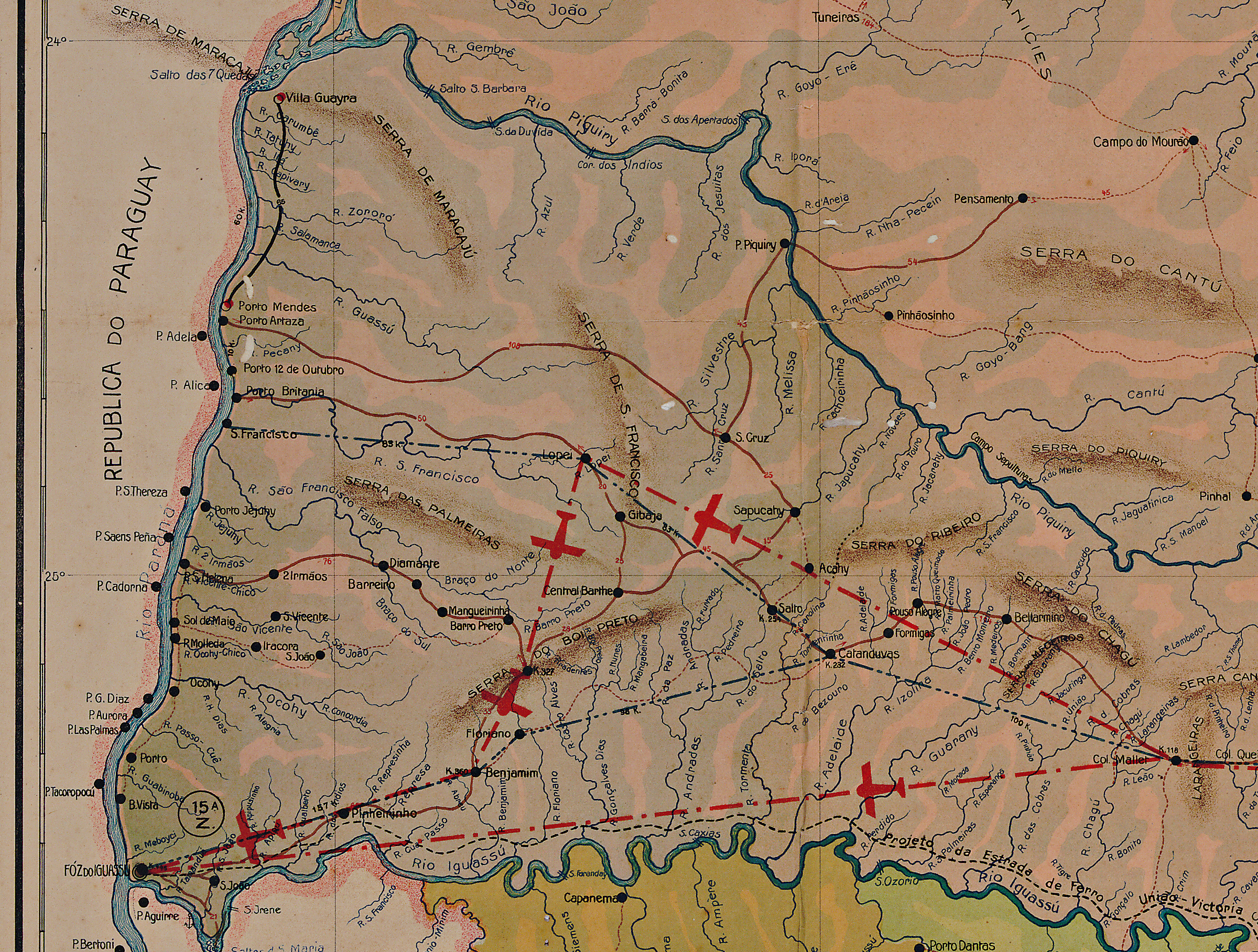
Район боевых действий в Паране

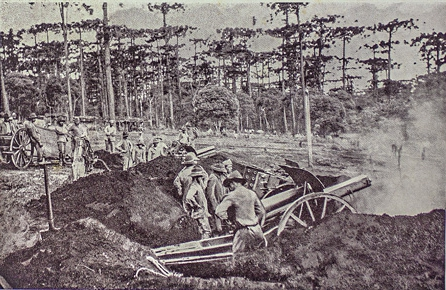
Артиллерия правительственных войск в Катандувасе

Бои тенентистов в Паране (порт. Campanha do Paraná) — боевые действия между отрядами повстанцев-тенентистов и бразильскими правительственными войсками в западной Паране с 1924 по 1925 год, завершившиеся походом колонны Мигеля Коста-Престеса. 
Бои тенентистов в Паране были продолжением восстания в Сан-Паулу. После неудачи прорыва в Мату-Гросу и поражения при Трес-Лагоасе паулистская колонна во главе с Изидору Лописом спустилась по реке Парана и расположилась в районе от Гуайры до Фос-ду-Игуасу. 14 сентября авангардом была занята Гуайра, 24 сентября был взят повстанцами Фос-ду-Игуасу. Кавалерия быстро двинулась на восток, в Катандувас, где эмиссары тенентистов из Риу-Гранди-ду-Сул, готовившие новое восстание, встретились с повстанцами Сан-Паулу. 
Основная часть революционной армии прибывала медленно из-за небольшого количества судов и необходимости проводить разведку. Лишь 14 октября генерал Изидору Лопис высадился в Гуайре. К концу октября все повстанцы оказались в треугольнике, образованном реками Парана, Пикири и Игуасу, территория которого превышала территорию Швейцарии, причем две стороны были защищены международными границами (с Аргентиной и Парагваем), а остальные были прикрыты горами Серра-ду-Медейруш. У повстанцев было около 3000 человек.
Правительство отреагировало, собрав армию численностью более 12 000 человек под командованием генерала Кандиду Рондона, который предпочитал использовать добровольцев и военную полицию из-за того, что многие армейские офицеры симпатизировали повстанцам. Рондон мыслил категориями позиционной войны с использованием крупных подразделений и массированных лобовых атак. 
Повстанцы пытались продвинуться на восток, до Гуарапуавы и Понта-Гроса, чтобы установить железнодорожное сообщение с Риу-Гранди-ду-Сул. В ноябре они дали бой противнику на вершине Серра-ду-Медейруш, но были отброшены и отступили к Белармино и Формигасу. После потери последних в конце года тенентисты отступили в окрестности Катандуваса, где и закрепились. 
Бои за Катандувас вылились в траншейную войну, которые обычно вырывались очень близко к позициям противника. Обе стороны столкнулись с тяжелыми природными условиями: от болезней погибло больше людей, чем от боевых ран. Окружённым не хватало боеприпасов и еды. Генерал Рондон избегал атак пехоты, предпочитая изнурять повстанцев обстрелами из гаубиц и минометов. Боевой дух падал, и с обеих сторон было большое количество дезертиров, особенно от повстанцев. В январе повстанцы предприняли внезапную атаку на лагерь правительственных войск в Формигасе, кульминацией которой стал рукопашный бой. Нападавшим пришлось отступить после прибытия к противнику подкрепления.
В феврале в Посадасе (Аргентина) прошли безуспешные мирные переговоры. 27 марта началась решающая атака на Катандувас — 4000 правительственных солдат против 500 защитников. С 07:00 до 13:00 артиллерия выпустила по траншеям 1200 снарядов, после чего последовала общая фронтальная атака. 30 марта сдались 404 защитника, меньшей части удалось прорваться к реке Парана. 
3 апреля остатки паулистов в районе Бенхамим встретились с прорвавшейся из Рио-Гранде-ду-Сул колонной Луиса Карлоса Престеса. Планировалось, объединив две колонны, двинуться к Мату-Гросу, но повстанцы совершили ошибку, оставив Гуайру, которая 9 апреля была занята противником. Тенентисты попытались вернуть город, но были отбиты. 12 апреля на совещании революционного командования в Фос-ду-Игуасу Престес предложил пересечь границу с Парагваем, а затем, пройдя через страну, вернуться в Мату-Гросу и начать вести партизанскую войну. Идея была принята. 27 апреля повстанцы начали трехдневный переход в Парагвай, завершив войну в Паране.